# 小野秀幸
小野 秀幸（おの ひでゆき、11月30日 - ）は、ゲームミュージックを中心とした作曲家、演奏家、編曲家。小野音楽事務所所属。東京都出身。血液型はA型。

## 人物
5歳でピアノを、12歳でトランペットを始め、中学校・高校では吹奏楽部に所属。
1997年、コナミ株式会社（現在のコナミホールディングス）入社。サウンドスタッフとして活動する。
主として使用する楽器はギター、ベース、ピアノの他にトランペット、フリューゲルホーンがある。サクソフォーンも吹けるが、本人は「老後の楽しみ」と言って、未だ楽曲には使用されていない。
音楽ゲーム（BEMANIシリーズ）のひとつである『GUITARFREAKS』、『drummania』に楽曲を提供して以来、様々なゲームにて彼の曲が聴くことが出来る。
Jimmy Weckl、Doki Doki Dokkyと共にスカユニット・亜熱帯マジ-SKA爆弾を結成していた。2004年7月30日に、女性ヴォーカリスト・MAKIをフィーチャーしたCDアルバム『亜熱帯マジ-SKA爆弾 featuring MAKI』をリリースした。2006年4月21日に解散。
スカ以外にも、ジャズやスウィング・ジャズも好みのジャンルであり、作曲家仲間の前田尚紀に「MR.JAZZ MAN」と呼ばれたこともある。
BEMANIシリーズ以外では『スティールクロニクル』や「クイズマジックアカデミー」シリーズなどのアーケードゲームを担当。
ギタドラスタッフであるが、後に職場を神戸から東京に異動している。
2006年、コナミ株式会社のデジタルエンタテインメント事業を、株式会社コナミデジタルエンタテインメントとして会社分割するにあたり転籍。
2009年3月27日、コナミスタイルより自身名義のアルバム『over there』をリリースした。
2014年9月30日、コナミデジタルエンタテインメントを退職。フリーランスの作曲家・演奏家として活動し、2016年に小野音楽事務所を設立、代表に着任。また元同僚の田中智之が設立した株式会社 FIVE LEAF CLOVERに参画。

## 参加した音楽ゲーム
- GUITARFREAKS
- drummania
- pop'n music
- beatmania
- beatmaniaIIDX
- ee'MALL
- KEYBOARDMANIA
- jubeat
- REFLEC BEAT
- CROSS×BEATS
- crossbeats REV.
- maimai

## 参加ユニット
- 亜熱帯マジ-SKA爆弾（小野秀幸、Jimmy Weckl、Doki Doki Dokky）
- Sweet little 30's（小野秀幸、Jimmy Weckl、トーマス・リクテンスタイン）
- 高野治幸＆NEW BIG4（小野秀幸、Jimmy Weckl／後にNEW BIG5に）
- Maria Eva with Dream Swing Kingdom（小野秀幸、Doki Doki Dokky、Maria Eva、Dream Swing Kingdom）
- 菜-sai-（小野秀幸、Tatsh）
- わんにゃん☆パニックス（小野秀幸、舟木智介、閣下）

## 手がけた主な楽曲
（）内はゲーム上での名義。記述のないものは小野秀幸名義。
亜熱帯マジ-SKA爆弾名義の曲は、とうがいこうもくそちらを参照。

### GuitarFreaks&DrumMania
- CLASSIC PARTY (クラシック音楽のメドレー)
- CLASSIC PARTY 2
- CLASSIC PARTY 3
- CLASSIC PARTY triathlon
- CLASSIC PARTY 復活。
- Heaven is a '57 metallic gray (Sweet little 30's)
- Ska Ska No.1
- HELPLESS (TAEKO)
- HELPLESS (Long Version) (TAEKO)
- I'll remember you (高野治幸&NEW BIG4)
- MIDNIGHT SPECIAL (Love machineguns) -桜井敏郎、Yueiとの共作。
- P.P.R. (Handsome JET) -桜井敏郎との共作。
- NEWSPAPER (YOSHIKO SAKAI／Nuts&Bridgs) -桜井敏郎との共作。
- Secrets of your heart (TAEKO)
- FIREBALL (Sweet little 30's)
- 正論 (鈴木愛／原曲:エルガー・威風堂々)
- One Phrase Blues
- The sun shines through rain (高野治幸＆NEW BIG5)
- そっと。 (鈴木愛／原曲:ベートーヴェン・悲愴)
- LA ARENA ROJA
- less (MAKI)
- 蒼白 (鈴木愛／原曲:チャイコフスキー・悲愴)
- ancient breeze
- Die Zauber flote (わんにゃん☆パニックス)
- HEAVEN'S COCKTAIL (高野治幸＆NEW BIG5)
- a view (TAISHO)
- Take My Hand (Maria Eva with Dream Swing Kingdom)
- over there (vox)
- Endless Waltz (TAISHO）
- ギタードライブ (Handsome JET)
- MU-DAI
- Highway Star (小野秀幸 feat. Mercy) - アルバム "over there" 収録曲
- 三毛猫JIVE&ジャイブ
- 夢について TYPE B (小野秀幸 feat. 96) - pop'n music 連動企画の曲。
- 夢について TYPE C (小野秀幸 feat. 岡本裕美) - pop'n music 連動企画の曲。pop'n musicにも同バージョンが同時収録。
- overviews (vox)

### pop'n music
- Pa La La 42 (TAISHO)
- ススメ!少年 (TAISHO)
- 桃源絵巻 (菜-sai-)
- 夢について TYPE A(小野秀幸 feat. natsuki)- GuitarFreaksXG2 & DrumManiaXG2 連動企画の曲。
- 流(マジSKA)

### beatmania
- Cappuccino bossa (HASHED BOX)

### beatmania IIDX
- bluemoon

### ee'MALL
- autumn G (HASHED BOX／原曲:バッハ・G線上のアリア) - pop'n music 用配信楽曲。

### jubeat
- eyes
- 瞬
- NIGHT FLIGHT
- sola - jubeat saucer , GITADORA , DanceDanceRevolution 連動企画の曲。
- Two Pianists

### REFLEC BEAT
- serendipity
- 三毛猫DANCE

### GITADORA
- sola GITADORA ver.（小野秀幸×96）- jubeat saucer , GITADORA , DanceDanceRevolution 連動企画の曲。

### DanceDanceRevolution
- sola - jubeat saucer , GITADORA , DanceDanceRevolution 連動企画の曲。

### crossbeats REV.
- 光年(konen) - CROSS×BEATSにも収録
- 金星(kinboshi)

### maimai
- Prophesy One

### 他参加曲
特記のないものはトランペット演奏
- MODEL DD4 (Mutsuhiko Izumi) - 作曲 泉陸奥彦
- 明鏡止水 (TOMOSUKE feat.あさき) - 作曲 TOMOSUKE
- GET IT ALL (BRASS TRICKS) - 作曲 妹尾和浩
- Sunlfower Girl (SHORT CUTS) - 作曲 TOMOSUKE (フルーゲルホーン演奏)
- にゃんだふる55 (Dormir) - 作曲 TOMOSUKE
- HOLIDAY (Jimmy Weckl) - 作曲 Jimmy Weckl (トランペット&フルーゲルホーン演奏)
- Look at me (Elizabeth Dobbs) - 作曲 Jimmy Weckl
- IN YOUR EYES (浦田隆志) - 作曲 Jimmy Weckl (フルーゲルホーン演奏）
- GETAWAY(浦田隆志&平田久美子) - 作曲 Jimmy Weckl
- 瞬的愛歌(JET LOVE) (Handsome JET Project) - 作曲 Yuei,作詞 Handsome JET
- 二人はラブラブ(仮) (Handsome JET Project) - 作曲 Yuei,作詞 Handsome JET
- ひとりぼっち (ピンクカプセル) -作曲 Yuei,作詞 あさき
- 悠久神話録-遥かなる山脈に流れる大河の畔にて-(劇団レコード) - 作曲 広野智章